# Neocurtilla
Neocurtilla — род прямокрылых насекомых из семейства медведок.  Известно около семи видов этого рода, обитающих в основном в Северной, Центральной и Южной Америке.
Название рода опубликовал Уильям Кёрби во втором томе работы A Synonymic Catalogue of Orthoptera. British Museum (Natural History), London, 1906.
Описано сем видов рода:
- Neocurtilla claraziana (Saussure, 1874)
- Neocurtilla hexadactyla (Perty, 1832) — Десятипалая медведка
- Neocurtilla ingrischi Cadena-Castañeda, 2015
- Neocurtilla robusta Canhedo-Lascombe & Corseuil, 1996
- Neocurtilla scutata (Chopard, 1930)
- Neocurtilla townsendi Cadena-Castañeda, 2015
- †Neocurtilla schmidtgeni Zeuner, 1937